# Erotendomychus lawrencei
Erotendomychus lawrencei es una especie de coleóptero de la familia Endomychidae.

## Distribución geográfica
Habita en Mount Cook National Park y Queensland (Australia).